# 파키라

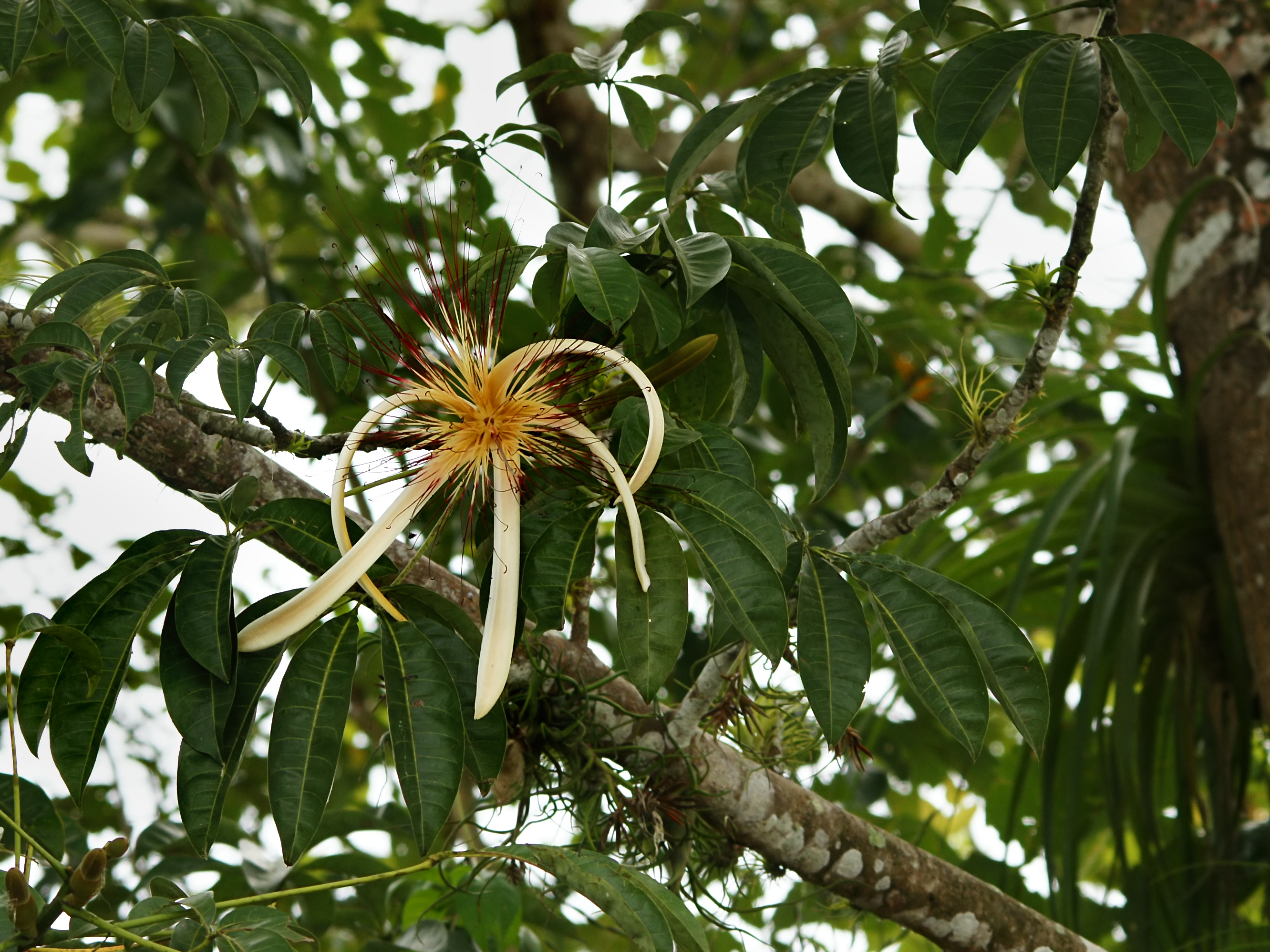

파키라(Pachira aquatica)는 아욱과에 속하는 열대나무이다. 늪에서 성장하며 중앙/남아메리카에 위치한다.
속명은 가이아나어가 기원이다. 이 종의 이름은 수생(aquatic)을 의미하는 라틴어 단어이다. 아욱과 목면아과로 분류된다. 과거에 물밤나무과로 분류되었다.
파키라는 영어로 머니 트리(money tree)라고도 하는데 이는 돈을 위해 기도하던 타이완의 가난한 사람이 이 낯선 식물을 발견하고 하나의 징조로 보아 집으로 가져갔다가 씨로부터 성장한 식물을 팔아 돈을 벌었다는 이야기에서 유래한다고 믿겨진다.

## 갤러리

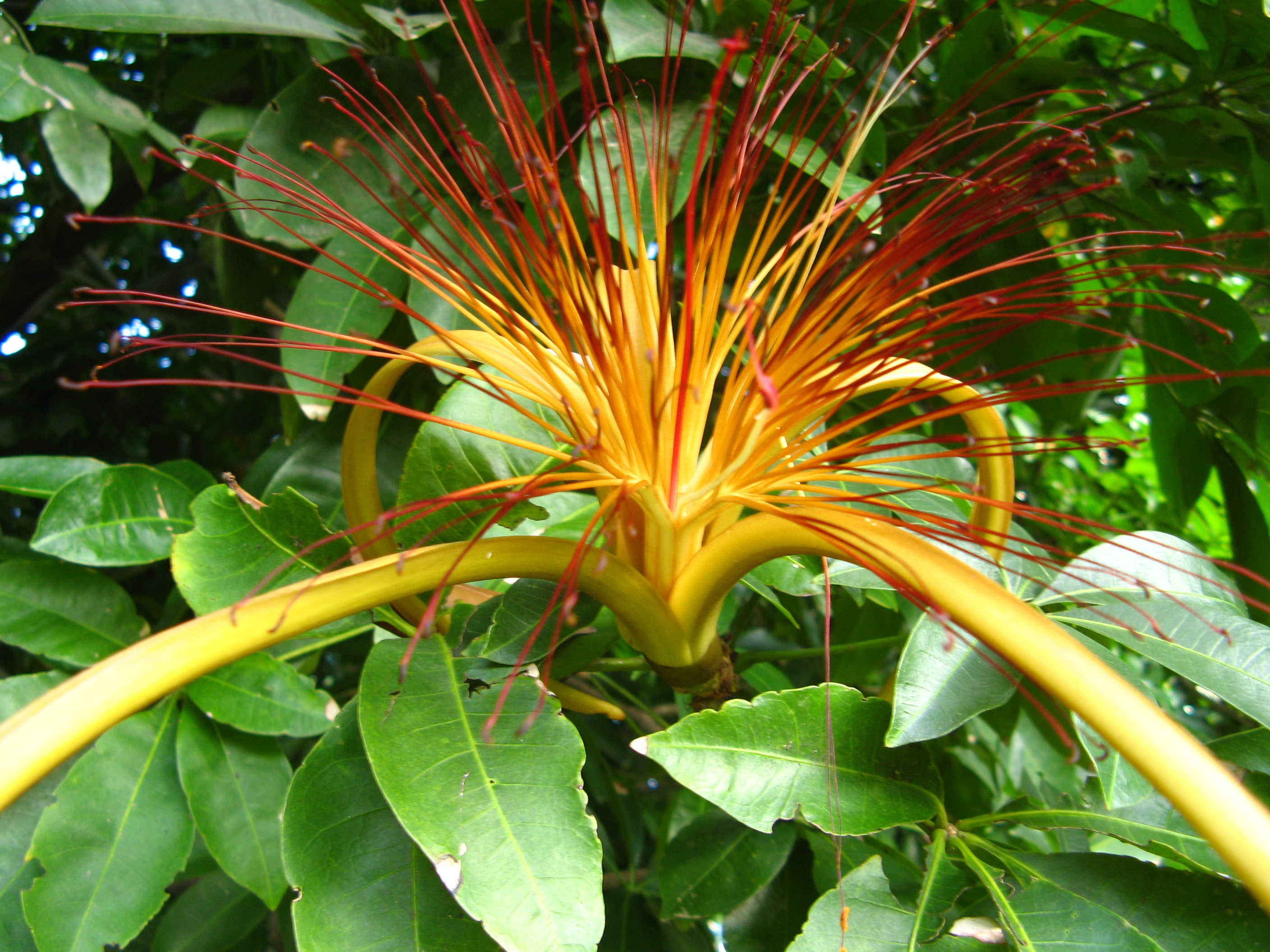
꽃
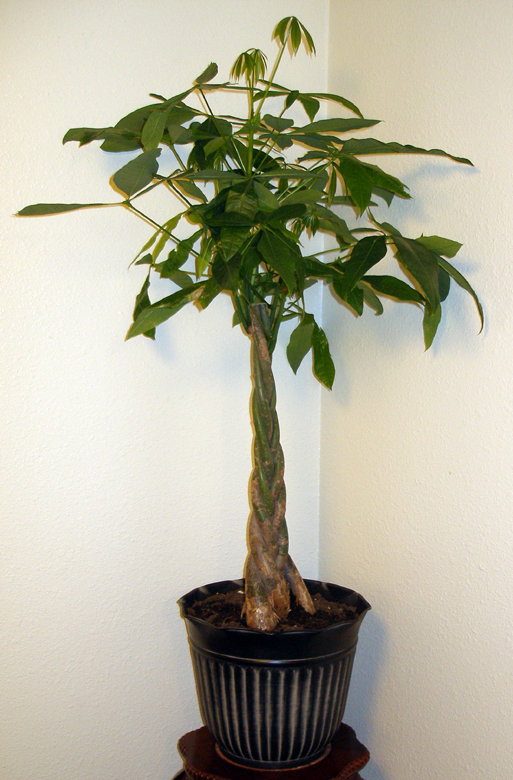
화분 식물
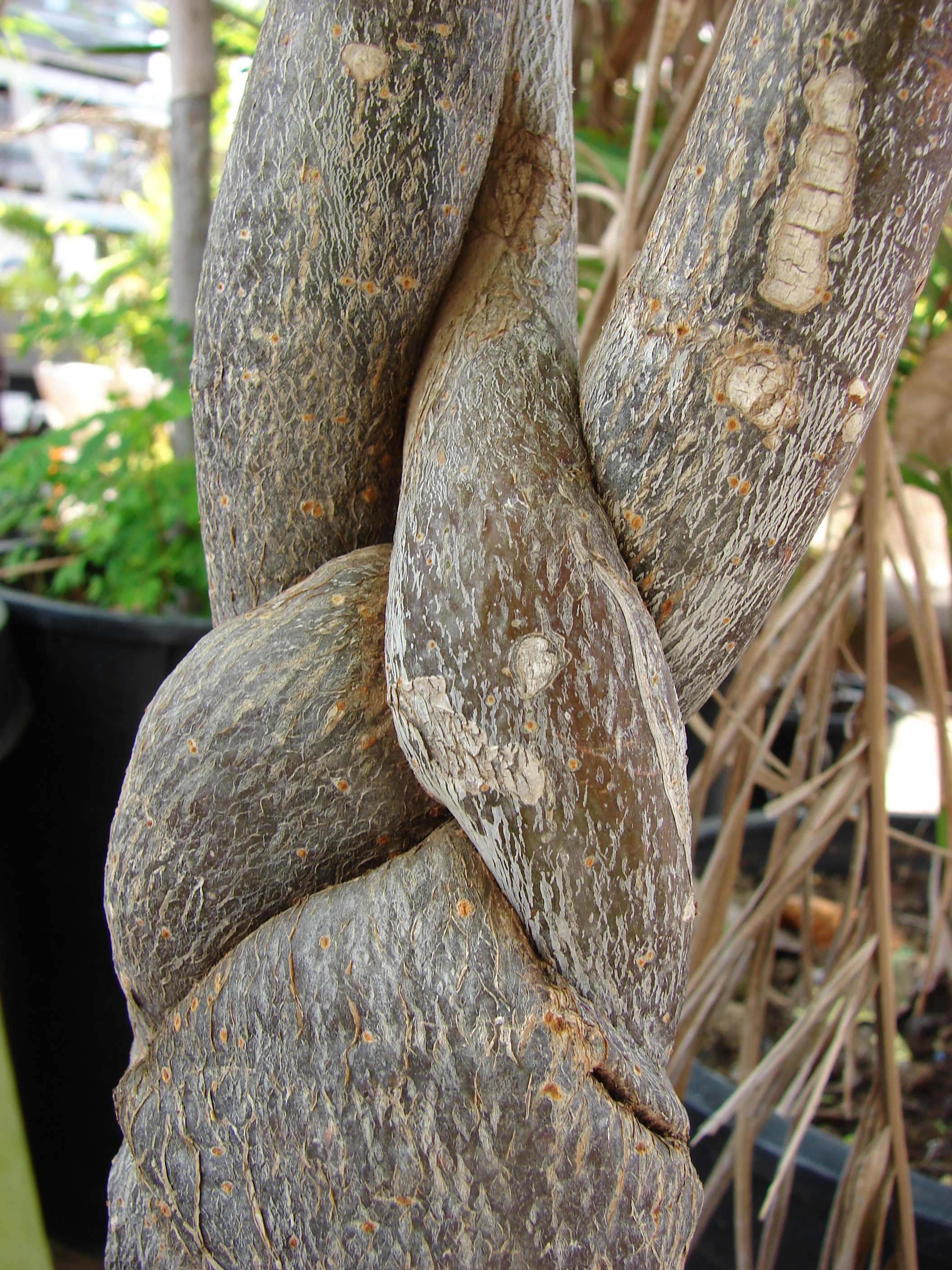
껍질
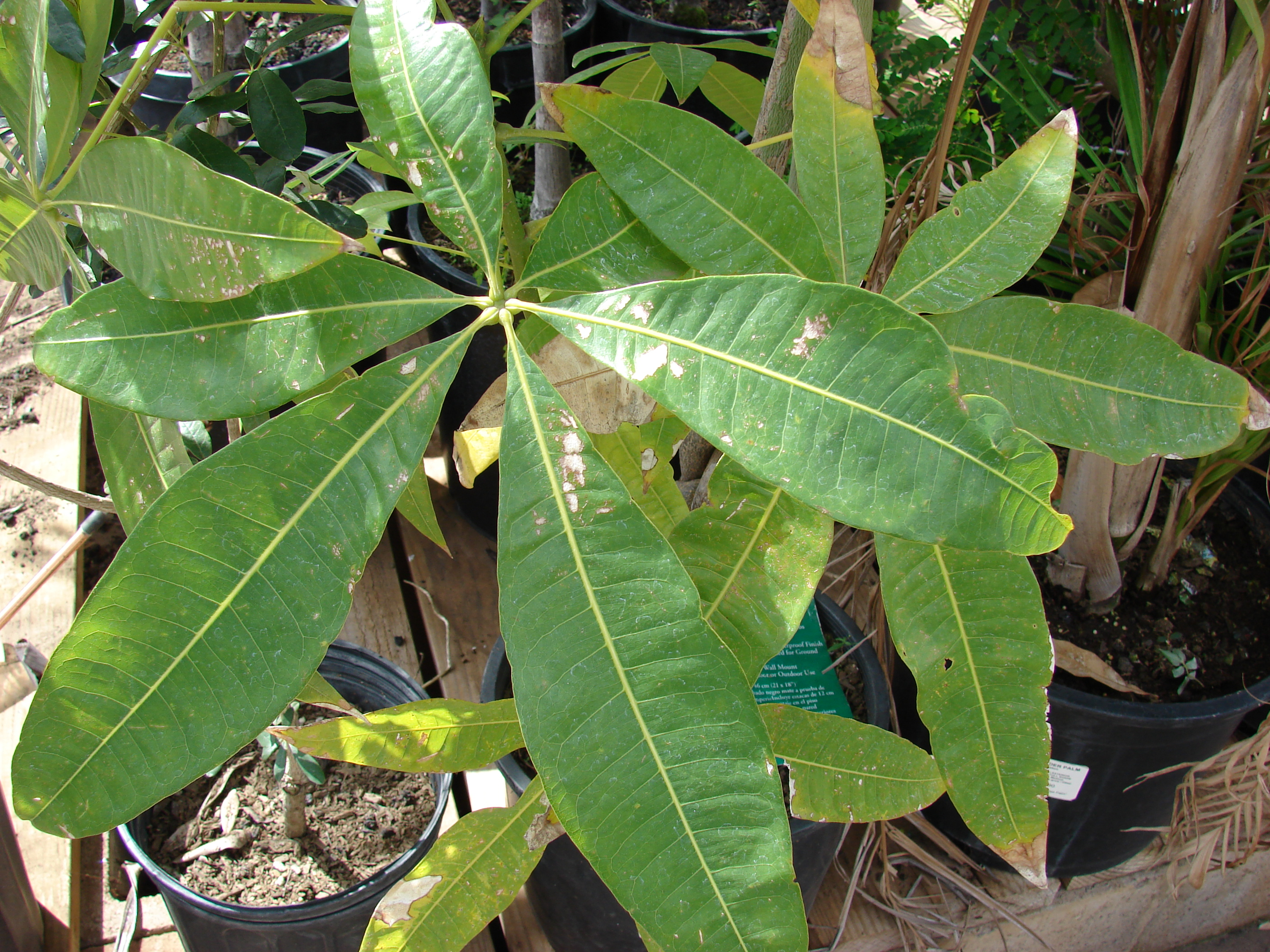
잎